# سحر عصر النهضة
كان سحر عصر النهضة بمثابة إحياء للأنواع الهرمسية والأفلاطونية المحدثة من الفنون السحرية التي نشأت بشكل متزامن مع النهضة الإنسانية في القرنين الخامس عشر والسادس عشر الميلاديين. خلال فترة عصر النهضة، خضعت الممارسات السحرية والخفيانية لمجموعة من التغييرات الهامة التي عكست التحولات الحاصلة في مختلف الجوانب الثقافية، والفكرية والدينية. من خلال عمله على الأدب الإنكليزي، سلّط سي. إس. لويس الضوء على التحول المرصود في كيفية إدراك السحر وتصويره. في روايات العصور الوسطى، اتسم السحر بخاصيته الخرافية الشبيهة بالخيال، بينما أصبح في عصر النهضة أكثر تعقيد وارتبط بفكرة المعرفة الخفية التي يمكن استكشافها عن طريق الكتب والطقوس. يتضح هذا التغيير في أعمال عدد من المؤلفين أمثال سبنسر، ومارلو، وتشابمان وشكسبير، الذين تعاملوا مع السحر بوصفه مسعىً جادًا ومن المحتمل خطرًا.
عمل الباحث، والطبيب والمنجم هاينريش أجريبا على ترويج السحر الهرمسي والقبالي لمارسيليو فيسينو وجيوفاني بيكو ديلا ميراندولا. اعتُبرت أفكار أجريبا حول السحر ثورية، وقد تعرض للاضطهاد جراء انتقاده السلطات والطبقات الحاكمة. استكشف عمله، الفلسفة الخفيانية، كلا نوعي السحر الخيّر والخبيث، إلا أنه رفض الأشكال المحرّمة من الشعوذة. بشكل مشابه، عمل الطبيب وعالم الخيمياء السويسري باراسيلسوس على دمج الممارسة الطبية مع التنجيم. قدّم باراسيلسوس الأرواح الأربعة ونظر إلى الكون باعتباره مترابطًا مع بعضه البعض، معطيًا أهمية روحانية للعناصر الطبيعية.
اكتسب المنجم والعرّاف حسن السمعة نوستراداموس شهرة كبيرة بسبب قدرته المزعومة على توقع أحداث المستقبل من خلال نبوءاته. احتوت أعماله على مقاطع شعرية وتقويمات مبهمة، ما جذب المعجبين والمشككين على حد سواء. دعا الطبيب الهولندي يوهان ويير، أحد تلاميذ أجريبا، إلى معارضة اضطهاد السحرة مجادلًا بأن الاتهامات بممارسة الشعوذة قائمة في الغالب على الاضطرابات العقلية. استكشف عالم الرياضيات وعالم الخفيانيات الإنكليزي جون دي كلًا من الخيمياء، والكهانة والفلسفة الهرمسية. أدى تعاونه مع إدوارد كيلي إلى إنتاج الاتصالات الملائكية والتعاليم الباطنية التفصيلية.
بفضل عملها الجماعي، نسجت هذه الشخصيات بنية معقدة من سحر عصر النهضة، تلك الفترة التي تميزت بمزيج من الأفكار الباطنية والعلمية، فضلًا عن إعادة تعريف مفهوم السحر. شهدت هذه الحقبة تطور السحر من مجرد عنصر خيالي في القصص إلى مجال هام من الاستكشاف الروحاني والمعرفة الخفية.

## لمحة تاريخية
أظهر كل من البرجوازيين والنبلاء في القرنين الخامس عشر والسادس عشر انبهارًا هائلًا بالفنون السحرية السبعة، التي امتلكت جاذبية غريبة من خلال نسبها إلى المصادر العربية، واليهودية، واليونانية الرومانية والمصرية. كانت هنالك حالة كبيرة من عدم اليقين عند التمييز بين ممارسات الخرافات الباطلة، والخفيانية التجديفية والمعرفة العلمية السليمة تمامًا أو الطقوس التقية. اندلعت التوترات الفكرية والروحانية بالتزامن مع جنون الساحرات في العصر الحديث المبكر، لتتفاقم لاحقًا نتيجة اضطرابات الإصلاح البروتستانتي، على وجه الخصوص في ألمانيا وإنجلترا واسكتلندا. اعتقد أناس ذلك العصر أن وجود السحر من شأنه توفير الإجابات على الأسئلة التي لم يتمكنوا من تفسيرها بواسطة العلم. بالنسبة إليهم، كان ذلك دليلًا على أنه في حين يمكن للعلم تفسير المنطق، فإن السحر بدوره قادر على تفسير «اللامنطق».

## أواخر العصور الوسطى إلى أوائل عصر النهضة

### جورجيوس جيميستوس بليثو
كان جورجيوس جيميستوس بليثو (حوالي 1355 / 1360 – 1452 / 1454) باحثًا يونانيًا وأحد أشهر فلاسفة العصر البيزنطي المتأخر. كان رائدًا رئيسًا في إعادة إحياء العلوم البحثية اليونانية في أوروبا الغربية. كما يتضح من عمله الأدبي الأخير، نوموي أو كتاب القوانين، الذي اقتصر توزيعه حصرًا على أصدقائه المقربين، رفض جورجيوس جيميستوس بليثو المسيحية لصاح العودة إلى عبادة الآلهة الهيلينية الكلاسيكية، الممزوجة بالحكمة القديمة المستندة إلى زرادشت والموغ. يُعد بليثو أيضًا المصدر المحتمل للنظام الأورفكي للسحر الطبيعي لدى فيسينو.

### مارسيليو فيسينو
كان مارسيليو فيسينو (1433 – 1499) باحثًا وكاهنًا كاثوليكيًا إيطاليًا ويُعد واحدًا من أهم الفلاسفة الإنسانيين وأكثرهم تأثيرًا في أوائل عصر النهضة الإيطالية. لقد كان منجمًا، ومحييًا للأفلاطونية المحدثة وعلى اتصال مع كبار الأكاديميين في عصره، بالإضافة إلى أنه أول من ترجم أعمال أفلاطون الكاملة إلى اللاتينية. كان لأكاديمية فلورنسا، التي تُعد محاولة لإحياء أكاديمية أفلاطون، تأثير هام على اتجاه عصر النهضة الإيطالية ومضمونه فضلًا عن تطور الفلسفة الأوروبية.
ما تزال رسائل فيسينو، التي تمتد على مدار الأعوام من 1474 إلى 1494، موجودة إذ أمكن الحفاظ عليها وإعادة نشرها. كتب فيسينو De amore (من الحب) في عام 1484. يقدم عمله De vita libri tres (ثلاثة كتب عن الحياة)، أو De triplici vita (كتاب الحياة)، الذي نُشر في عام 1489، مجموعة من النصائح الطبية والتنجيمية للحفاظ على الصحة والنشاط، بالإضافة إلى تبنيه وجهة النظر الأفلاطونية المحدثة لروح العالم وتكامله مع النفس الإنسانية:
سيكون هنالك بعض الرجال أو غيرهم، المؤمنين بالخرافات والعميان، ممن يرون الحياة بسيطة حتى في أدنى الحيوانات وأدنى النباتات، إلا أنهم لا يرون الحياة في السماء أو في العالم... والآن إذا ما منح هؤلاء الرجال الصغار الحياة لأصغر الجزيئات في العالم، يا لها من حماقة! يا له من حسد!  لا معرفة أن الكل، الذي «نحيا، ونتحرك ونوجد فيه»، حيّ بنفسه، ولا التمني بأن يكون الأمر كذلك.
تتمثل استعارة لهذه «الحياتية» المتكاملة في علم التنجيم الخاص بفيسينو. في كتاب الحياة، يفسر فيسينو بالتفصيل الروابط المتداخلة بين السلوك والعواقب. يتحدث الكتاب عن قائمة من الأمور ذات التأثير المحتمل على مصير المرء.
امتلكت أعمال فيسينو الطبية تأثيرًا معتبرًا على أطباء عصر النهضة أمثال باراسيلسوس، الذي شاركه التصور حول وحدة العالم الصغير والعالم الكبير، وتفاعلاتهما، من خلال التظاهرات الجسدية والنفسية، بهدف التحقيق في دلائلهما لشفاء الأمراض. ناقشت هذه الأعمال، التي لاقت رواجًا كبيرًا في تلك الفترة، المفاهيم الفلكية والخيميائية. وقع فيتسينو كنتيجة لذلك تحت شبهة الهرطقة؛ على وجه الخصوص بعد نشره الكتاب الثالث في عام 1489، الذي ضم مجموعة من التعليمات المحددة حول الحياة الصحية في عالم الشياطين والأرواح الأخرى.